# Просновка

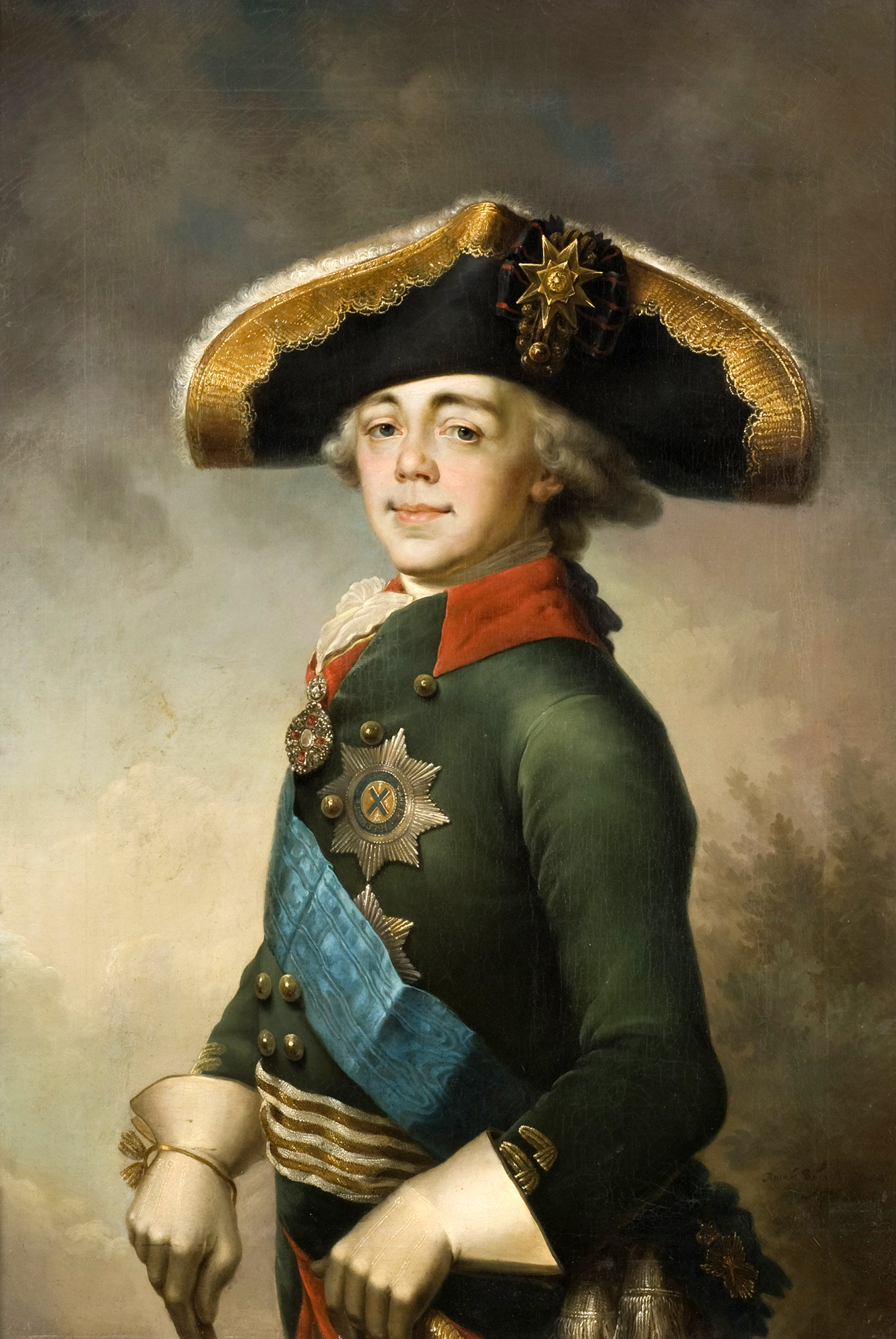
Портрет Павла I кисти Боровиковского. Виден генеральский парадный пояс-шарф с четырьмя рядами просновок имперских цветов

Просно́вка (от слова «сновать») — выделяющаяся нить в тканых или витых изделиях, от шнурков и оплёток до тросов и канатов. От основного материала изделия может отличаться цветом и/или материалом.
В витых изделиях просновка как правило несла информационную функцию. Например, широко известная красная нить вплеталась в тросы и канаты с целью обозначить их казённую принадлежность. В современных гибких подводны́х шлангах стальные оплетки имеют просновки разных цветов, несущих информацию об их предназначении (желтый — природный газ, синий — холодная вода, синий и красный — любая вода в бытовом водопроводе, холодная и горячая).
Аналогично в элементах военной формы просновки используются для передачи определенной информации. Например, в русской армии погоны обучавшихся в офицерских школах нижних чинов, не имевших звания юнкера, а также выпускников унтер-офицерских школ вместо галуна обшивался белым басоном с красной просновкой.
В офицерских парадных поясах российской армии до настоящего времени используются цветные просновки.
В армии США элементы униформы отделываются шнурами с просновками, различными для генералов, офицеров и уоррент-офицеров.
Позднее просновки стали использовать и в утилитарных целях, например в манильские тросы в качестве просновки вплетали одну или несколько стальных проволок, чтобы армировать трос и исключить возможность его быстрого перерезания холодным оружием.
В тканых изделиях, а также и в бытовых витых (к примеру, в обувных шнурках), просновка несет во основном декоративные функции.

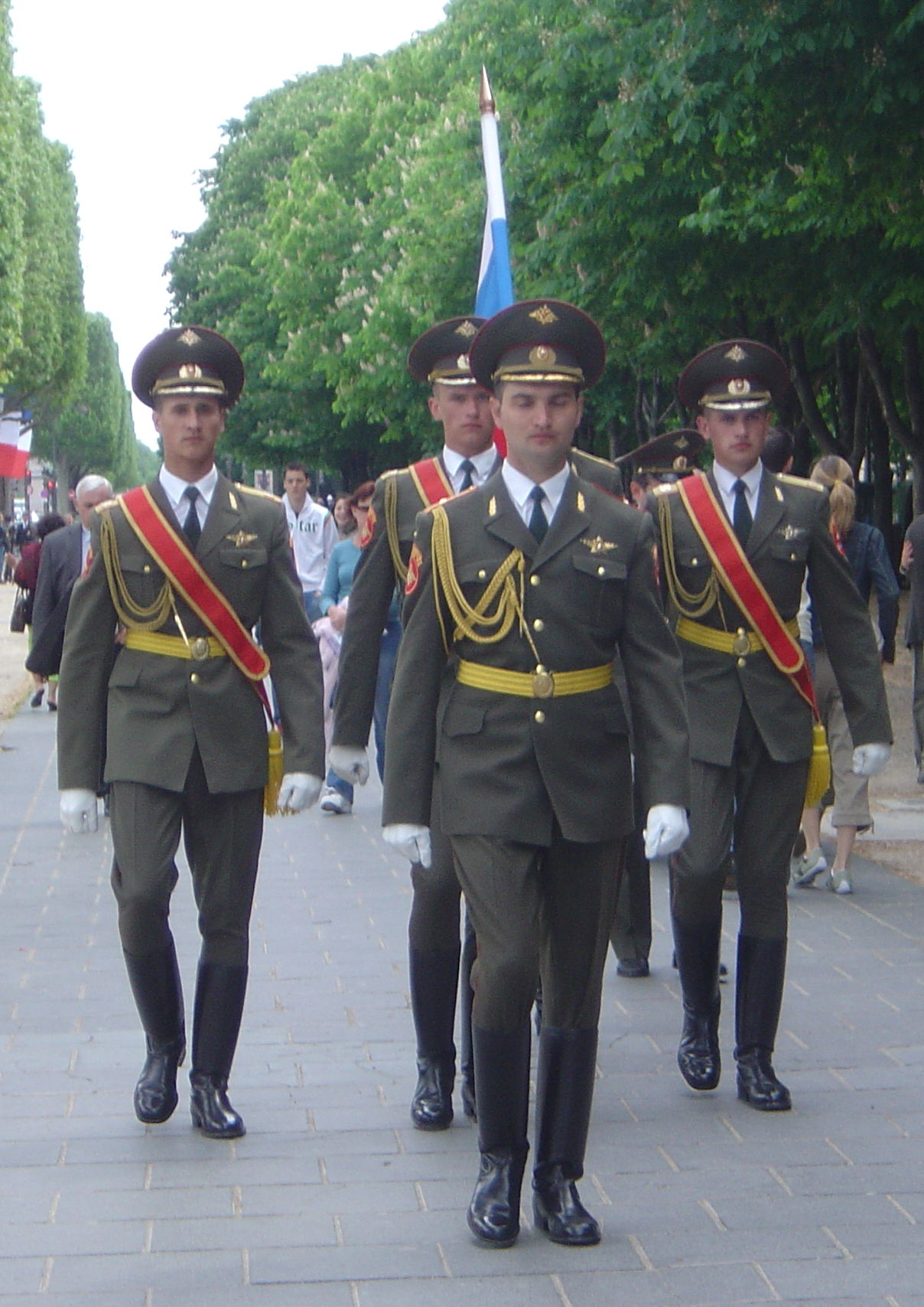
Знаменная группа российских офицеров, парадные пояса с цветными просновками
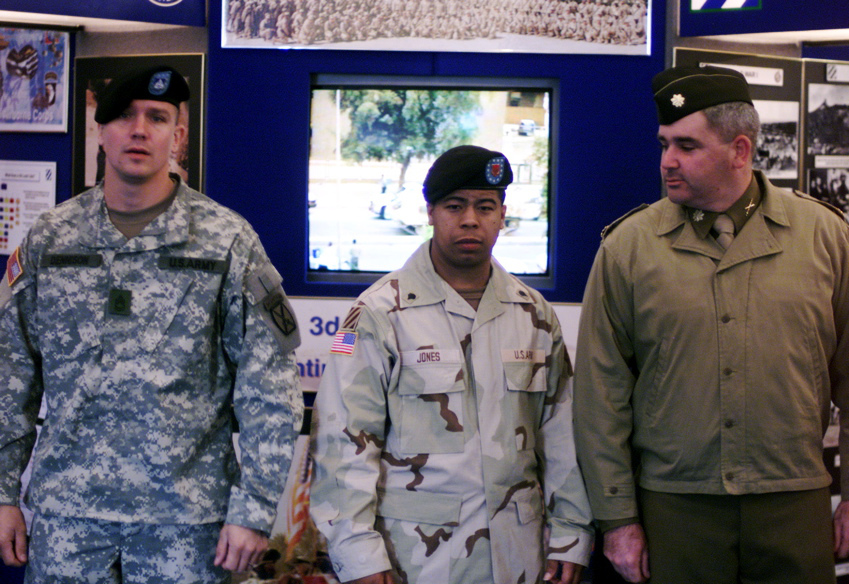
Майор армии США Стив Трешер (справа) в форменной пилотке, обшитой золотистым шнуром с черной просновкой, что указывает на его принадлежность к офицерскому составу